# Glasberga sjöstad

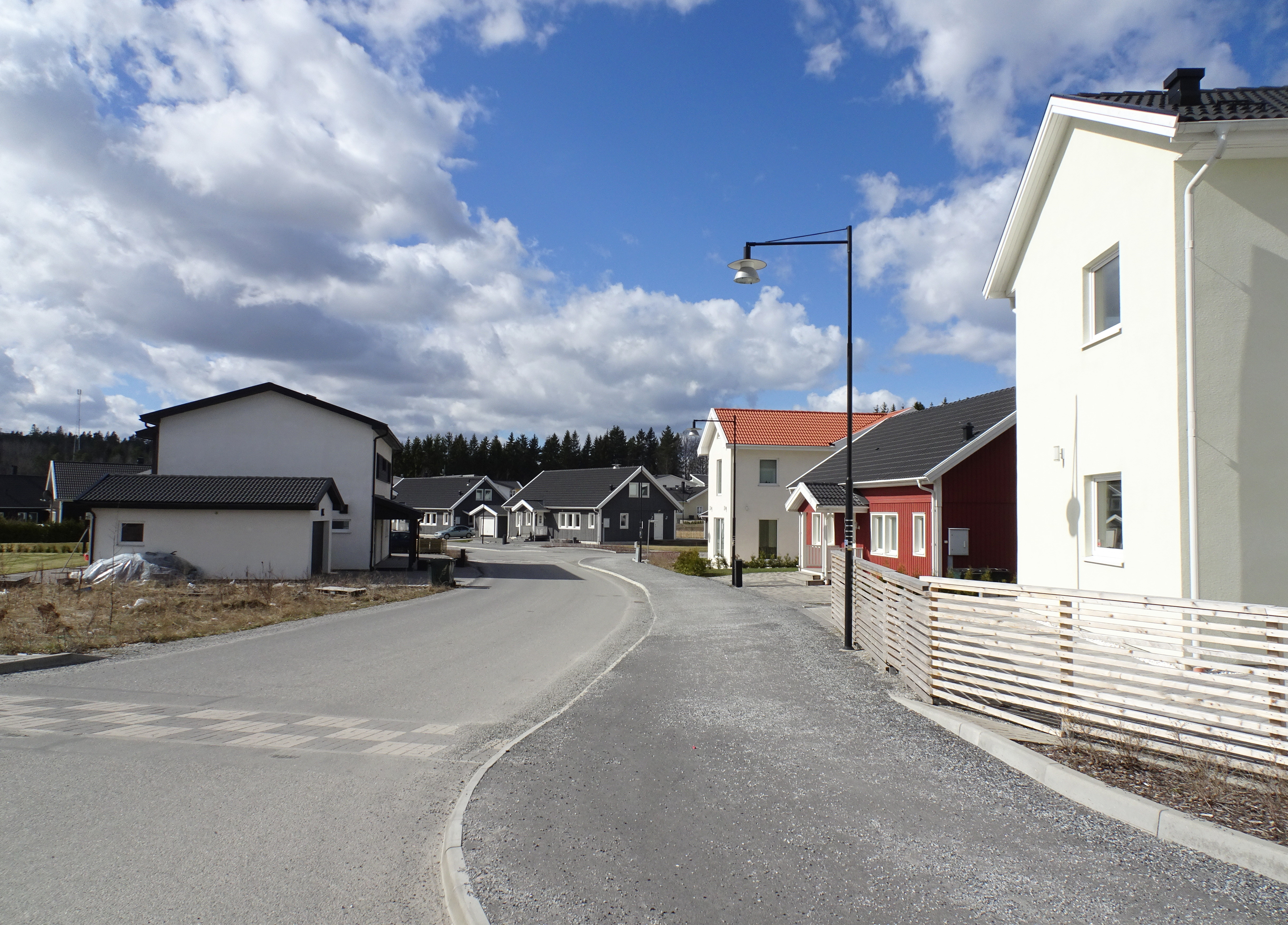
Glasberga sjöstad, 2017.

Glasberga sjöstad är ett bostadsområde och ny stadsdel beläget öster om Södertälje. Namnet kommer från Glasbergasjön och Glasberga gård. Byggstart för det nya bostadsområdet var på våren 2008. Länsväg 225 i sin nya sträckning passerar väster om området.

## Historik

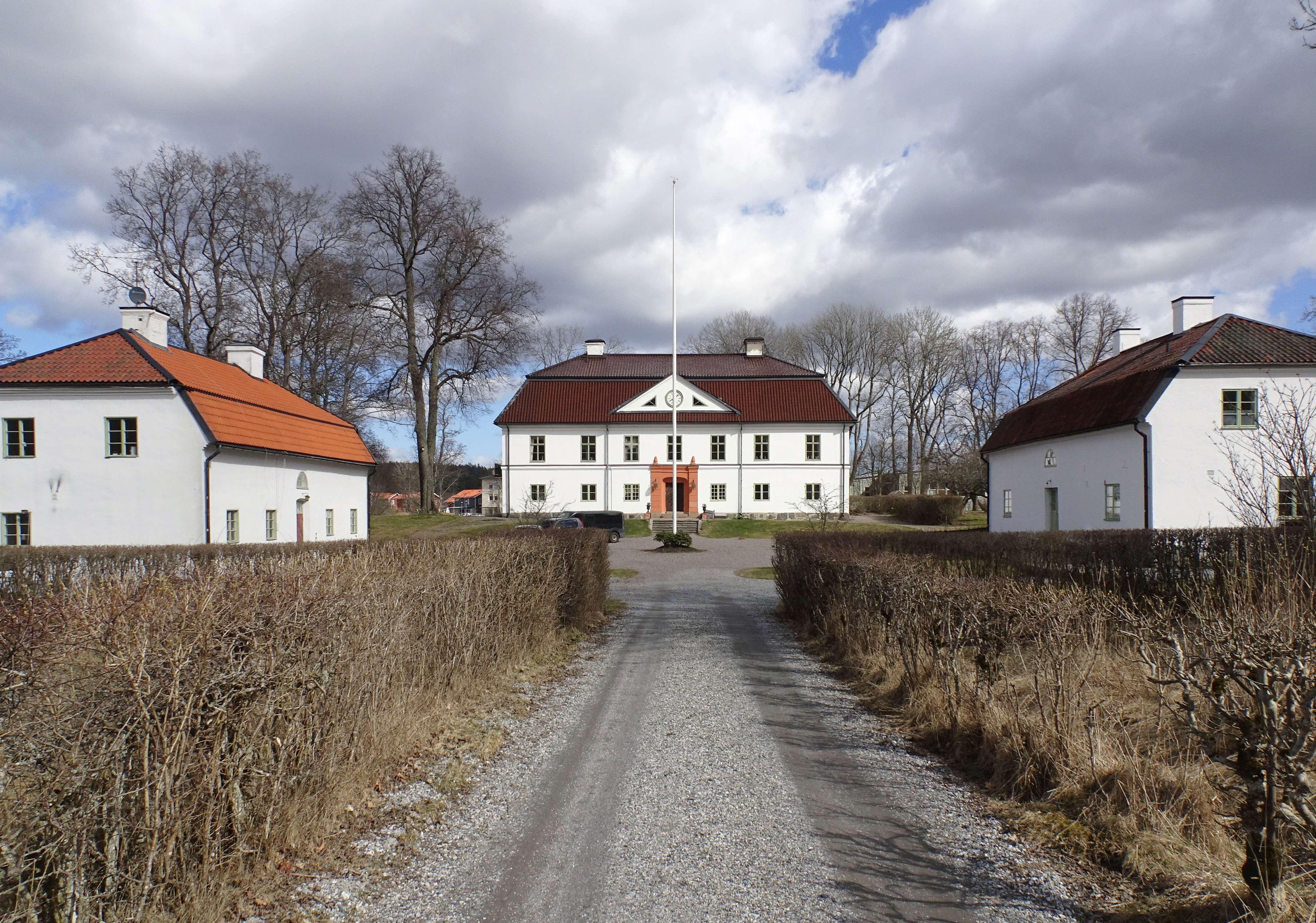
Glasberga gård 2017.

Platsen är bebodd sedan järnåldern, som forntida bytomter vittnar om, men fynd från stenåldern tyder på en möjligen betydligt längre hävd. Tidigare fanns här byn Glasby som finns omnämnd i skriftliga handlingar från år 1327, bland annat  som Glasaby. I omgivningen finns två registrerade övergivna bytomter (Östertälje 47:1 och 238:1). På platsen för Östertälje 47:1 låg ett frälsehemman, medan på Östertälje 238:1 har det funnits två gårdar: ett frälse- och ett skattehemman. År 1636 såldes en av byns då tre gårdar till kyrkoherden Johannes Wattrangius. Hans bror lät bilda säteriet som fick sina rättigheter 1662. 
Nuvarande huvudbyggnad och möjligen även flyglarna uppfördes mellan 1657 och 1665. Namnet Glasberga finns första gången omnämnt år 1659. Troligen klarade gården rysshärjningarna från 1719 oskadad. Vid en större ombyggnad i början av 1800-talet fick huvudbyggnaden sin nuvarande utformning.

## Bostadsområdet

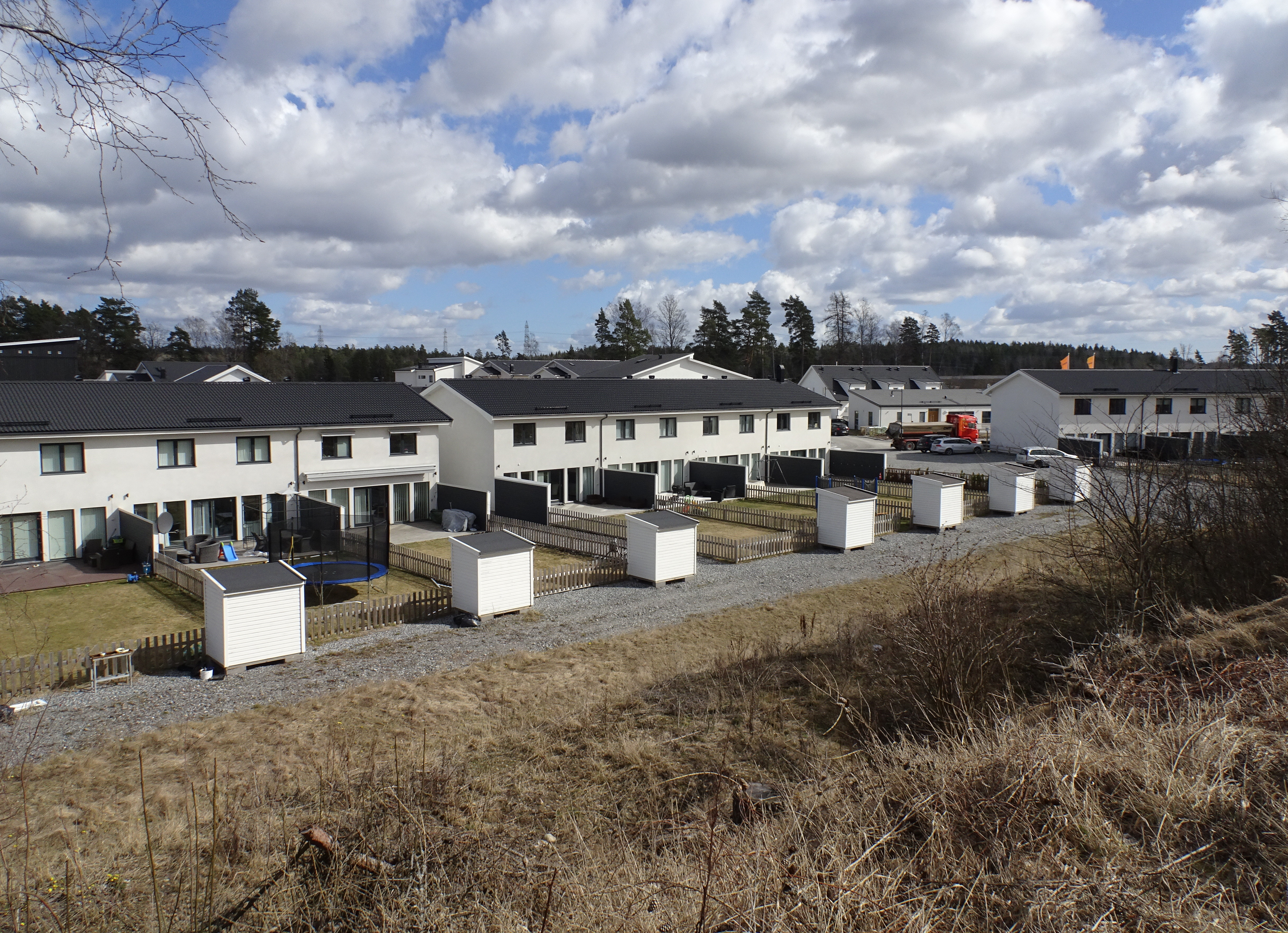
Glasberga sjöstad, 2017.

Bostadsområdet ligger i direkt anslutning till gården, nära Moraberg, Östertälje och Fornhöjden. Villor och kedjehus uppförs för cirka 600 familjer, inflyttningen började hösten 2009. Området Lugnet mellan Glasberga och Östertälje exploaterades 2005 för bostäder, och är tänkt att bli en länk mellan Glasberga sjöstad och gamla Östertälje. Glasberga Sjöstad utvecklas av Glasberga Fastighets AB, som ägs till lika delar (25%) av Södertälje kommun, Riksbyggen Ekonomisk förening, JM Byggnads och Telge Bostäder. Projektet var uppdelat i tre etapper och pågick till och med år 2018.
I samband med att området byggs runt den gamla herrgården planerar man att höja vattennivån i Glasbergasjön vilket kommer att leda till att en vik bildas in i bostadsområdet. I området finns ingen grundskola utan eleverna hänvisas till nybyggda Igelsta grundskola vid Östertälje station som fullt utbyggd har plats för 600 elever.